# Szczurzynek
Szczurzynek (Melomys) – rodzaj ssaków z podrodziny myszy (Murinae) w obrębie rodziny myszowatych (Muridae).

## Rozmieszczenie geograficzne
Rodzaj obejmuje gatunki występujące w Australazji.

## Morfologia
Długość ciała (bez ogona) 90–210 mm, długość ogona 98–205 mm, długość ucha 12–20 mm, długość tylnej stopy 23–34 mm; masa ciała 37–145 g.

## Systematyka
Rodzaj zdefiniował w 1922 roku angielski zoolog Oldfield Thomas w artykule zatytułowanym Podrodzaj rodzaju Uromys, opublikowanym w czasopiśmie „The Annals and magazine of natural history”. Gatunkiem typowym jest (oryginalne oznaczenie) szczurzynek czarnogonowy (M. rufescens). 

### Etymologia
Melomys: Melanezja; gr. μυς mus, μυος muos ‘mysz’.

### Podział systematyczny
Do rodzaju należą następujące współczesne gatunki:
| Grafika | Gatunek              | Autor i rok opisu                | Nazwa zwyczajowa          | Podgatunki         | Rozmieszczenie geograficzne | Podstawowe wymiary                                   | Status IUCN |
| ------- | -------------------- | -------------------------------- | ------------------------- | ------------------ | --- | ---------------------------------------------------- | ----------- |
|         | Melomys fraterculus  | (O. Thomas, 1920)                | szczurzynek seramski      | gatunek monotypowy | endemit Indonezji: Seram (góra Manusela; niepotwierdzony w innych miejscach), Moluki; zakres wysokości: powyżej 1800 m n.p.m.                                                                                           | DC: około 11,5 cm DO: 15,3–15,5 cm MC: brak danych   | EN          |
|         | Melomys dollmani     | Rümmler, 1935                    | szczurzynek stokowy       | gatunek monotypowy | endemit Papui-Nowej Gwinei: wschodnia Nowa Gwinea (Góry Centralne; być w południowo-wschodniej części); zakres wysokości: 1200–1530 m n.p.m.                                                                            | DC: brak danych DO: brak danych MC: brak danych      | LC          |
|         | Melomys lutillus     | (O. Thomas, 1913)                | szczurzynek papuaski      | gatunek monotypowy | Indonezja i Papua-Nowa Gwinea: północna, środkowa i południowo-wschodnia Nowa Gwinea; zakres wysokości: 0–2200 m n.p.m.                                                                                                 | DC: 9–11,5 cm DO: 11,3–12 cm MC: brak danych         | LC          |
|         | Melomys howi         | Kitchener, 1996                  | szczurzynek riamański     | gatunek monotypowy | endemit Indonezji: Riama (Moluki); zakres wysokości: 0–200 m n.p.m. | DC: 11,1–11,2 cm DO: 13,5–13,7 cm MC: 61–73 g        | DD          |
|         | Melomys bannisteri   | Kitchener & Maryanto, 1993       | szczurzynek archipelagowy | gatunek monotypowy | endemit Indonezji: Kai Besar (Wyspy Kai); zakres wysokości: 0–500 m n.p.m. | DC: około 13,8 cm DO: około 12,7 cm MC: brak danych  | EN          |
|         | Melomys frigicola    | Tate, 1951                       | szczurzynek górski        | gatunek monotypowy | endemit Indonezji: zachodnio-środkowa Nowa Gwinea (północne zbocza Gór Śnieżnych i pobliska rzeka Baliem); zakres wysokości: 600–2200 m n.p.m.                                                                          | DC: 10,12–13,5 cm DO: 12,2–13,6 cm MC: brak danych   | LC          |
|         | Melomys burtoni      | (Ramsay, 1887)                   | szczurzynek łąkowy        | gatunek monotypowy | południowa Nowa Gwinea (obszar Trans-Fly) i przybrzeżna północna i wschodnia Australia (wraz z wieloma przybrzeżnymi wyspami); zakres wysokości: 0–1200 m n.p.m.                                                        | DC: 12,2–14 cm DO: 10,5–14 cm MC: 45–65 g            | LC          |
|         | Melomys paveli       | K.M. Helgen, 2003                | szczurzynek nadbrzeżny    | gatunek monotypowy | endemit Indonezji: południowe wybrzeża Seram (Moluki) | DC: około 12,3 cm DO: około 12,8 cm MC: około 65 g   | DD          |
|         | Melomys matambuai    | Flannery, Colgan & Trimble, 1994 | szczurzynek wyspowy       | gatunek monotypowy | endemit Papui-Nowej Gwinei: Manus (Wyspy Admiralicji); zakres wysokości: – m n.p.m. | DC: około 15,1 cm DO: około 14,1 cm MC: około 145 g  | EN          |
|         | Melomys bougainville | Troughton, 1936                  | szczurzynek solomoński    | gatunek monotypowy | północno-zachodni archipelag Wyspy Salomona: Wyspa Bougainville’a i Buka (Papua-Nowa Gwinea) i Choiseul (Wyspy Salomona)                                                                                                | DC: 14,9–17 cm DO: 9,8–14 cm MC: brak danych         | DD          |
|         | Melomys aerosus      | (O. Thomas, 1920)                | szczurzynek ciemny        | gatunek monotypowy | endemit Indonezji: Seram (góry Manusela, Hoaulu i pobliskie Kanikeh), Moluki; zakres wysokości: 650–1830 m n.p.m. | DC: 15–16 cm DO: 12,5–13,8 cm MC: 97–123 g           | EN          |
|         | Melomys obiensis     | (O. Thomas, 1911)                | szczurzynek obiański      | gatunek monotypowy | endemit Indonezji: Obi i Bisa (na południe od Halmahery, Moluki) | DC: 12,3–12,9 cm DO: 14,8–17,5 cm MC: 68–74 g        | LC          |
|         | Melomys cervinipes   | (Gould, 1852)                    | szczurzynek płowonogi     | gatunek monotypowy | endemit Australii: północno-wschodni Queensland na południe do środkowej Nowej Południowej Walii (wraz z wyspami Dunk, Hinchinbrool, Carlise, Middle, Wielka Wyspa Piaszczysta i North Stradbroke)                      | DC: 9,5–20 cm DO: 10,5–18 cm MC: 45–120 g            | LC          |
|         | Melomys rubicola     | O. Thomas, 1924                  | szczurzynek koralowy      | gatunek monotypowy | endemit Australii: znany tylko z wyspy Bramble Cay, w Wielkiej Rafy Koralowej u wybrzeży północno-wschodniego Queensland                                                                                                | DC: 14,8–16,5 cm DO: 14,5–18,5 cm MC: 78–164 g       | EX          |
|         | Melomys capensis     | Tate, 1951                       | szczurzynek przylądkowy   | gatunek monotypowy | endemit Australii: półwysep Jork (Queensland) wraz z kilkoma przybrzeżnymi wyspami | DC: 11,9–16,2 cm DO: 12,9–17,2 cm MC: 45–116 g       | LC          |
|         | Melomys rufescens    | (Alston, 1877)                   | szczurzynek czarnogonowy  | 7 podgatunków      | Indonezja i Papua-Nowa Gwinea: Nowa Gwinea (wraz z wyspami u północno-zachodnich, północnych i południowo-wschodnich wybrzeży), Archipelag Bismarcka (Nowa Brytania i Nowa Irlandia); zakres wysokości: 0–2400 m n.p.m. | DC: 11,3–14,6 cm DO: 10,8–17,5 cm MC: 37–102 g       | LC          |
|         | Melomys cooperae     | Kitchener, 1995                  | szczurzynek tanimbarski   | gatunek monotypowy | endemit Indonezji: Yamdena (Wyspy Tanimbar), południowe Moluki; zakres wysokości: do 200 m n.p.m. | DC: 11,2–14 cm DO: 14–17 cm MC: 60–96 g              | DD          |
|         | Melomys caurinus     | (O. Thomas, 1921)                | szczurzynek krótkoogonowy | gatunek monotypowy | endemit Indonezji: Karakelang i Salibabu (Wyspy Talaud) | DC: około 17,6 cm DO: 13,6–13,7 cm MC: – brak danych | EN          |
|         | Melomys talaudium    | (O. Thomas, 1921)                | szczurzynek talaudzki     | gatunek monotypowy | endemit Indonezji: Karakelang i Salibabu (Wyspy Talaud); zakres wysokości: – m n.p.m. | DC: 17,3–17,4 cm DO: 15–19 cm MC: brak danych        | EN          |
|         | Melomys fulgens      | (O. Thomas, 1920)                | szczurzynek bojaźliwy     | gatunek monotypowy | endemit Indonezji: Seram (zatoka Teloeti, na południowym wybrzeżu), Moluki; zakres wysokości: 60–900 m n.p.m. | DC: około 15 cm DO: 20–21 cm MC: brak danych         | VU          |
|         | Melomys leucogaster  | (Jentink, 1908)                  | szczurzynek białobrzuchy  | gatunek monotypowy | Indonezja i Papua-Nowa Gwinea: południowa Nowa Gwinea (od rzeki Lorentz na wschód do rzeki Mori; kilka przybrzeżnych wysp); zakres wysokości: 0–1400 m n.p.m.                                                           | DC: od 21 cm DO: brak danych MC: brak danych         | LC          |
|         | Melomys arcium       | (O. Thomas, 1913)                | szczurzynek luizjadzki    | gatunek monotypowy | endemit Papui-Nowej Gwinei: Rossel (Luizjady); zakres wysokości: 50–700 m n.p.m. | DC: około 13,8 cm DO: około 12,7 cm MC: brak danych  | DD          |
|         | Melomys spechti      | Flannery & Wickler, 1990         | szczurzynek bukański      | gatunek monotypowy | endemit Papui-Nowej Gwinei: Buka (Wyspy Salomona) | DC: brak danych DO: brak danych MC: brak danych      | NE          |

Kategorie IUCN:  LC  – gatunek najmniejszej troski,  VU  – gatunek narażony,  EN  – gatunek zagrożony,  EX  – gatunek wymarły,  DD  – gatunki o nieokreślonym stopniu zagrożenia;  NE  – gatunki niepoddane jeszcze ocenie.